# Lijn 1 (metro van Oslo)
Lijn 1 is een metrolijn in de Noorse hoofdstad Oslo. Zie Metro van Oslo.

## Stations
| Station          | Overstappunt | Foto * | Type                         | Geopend        | Ligging                        | District |
| ---------------- | ------------ | ------ | ---------------------------- | -------------- | ------------------------------ | -------- |
| Frognerseteren   |              | 110 !  | maaiveld                     | 16 mei 1916    | 59° 58′ 44″ NB, 10° 40′ 33″ OL |          |
| Voksenkollen     |              | 120 !  | maaiveld                     | 16 mei 1916    | 59° 58′ 48″ NB, 10° 39′ 55″ OL |          |
| Lillevann        |              | 130 !  | maaiveld                     | 16 mei 1916    | 59° 58′ 50″ NB, 10° 39′ 11″ OL |          |
| Skogen           |              | 140 !  | maaiveld                     | 16 mei 1916    | 59° 58′ 31″ NB, 10° 38′ 51″ OL |          |
| Voksenlia        |              | 150 !  | maaiveld                     | 16 mei 1916    | 59° 58′ 1″ NB, 10° 39′ 18″ OL  |          |
| Holmenkollen     |              | 160 !  | maaiveld                     | 16 mei 1916    | 59° 57′ 38″ NB, 10° 39′ 45″ OL |          |
| Besserud         |              | 170 !  | maaiveld                     | 31 mei 1898    | 59° 57′ 28″ NB, 10° 40′ 23″ OL |          |
| Midtstuen        |              | 180 !  | maaiveld                     | 31 mei 1898    | 59° 57′ 41″ NB, 10° 40′ 58″ OL |          |
| Skådalen         |              | 190 !  | maaiveld                     | 31 mei 1898    | 59° 57′ 42″ NB, 10° 41′ 27″ OL |          |
| Vettakollen      |              | 200 !  | maaiveld                     | 31 mei 1898    | 59° 57′ 36″ NB, 10° 41′ 45″ OL |          |
| Gulleråsen       |              | 210 !  | maaiveld                     | 31 mei 1898    | 59° 57′ 20″ NB, 10° 41′ 47″ OL |          |
| Gråkammen        |              | 220 !  | maaiveld                     | 31 mei 1898    | 59° 57′ 17″ NB, 10° 42′ 7″ OL  |          |
| Slemdal          |              | 230 !  | maaiveld                     | 31 mei 1898    | 59° 56′ 60″ NB, 10° 41′ 44″ OL |          |
| Ris              |              | 240 !  | maaiveld                     | 31 mei 1898    | 59° 56′ 53″ NB, 10° 42′ 19″ OL |          |
| Vinderen         |              | 250 !  | maaiveld                     | 31 mei 1898    | 59° 56′ 34″ NB, 10° 42′ 17″ OL |          |
| Gaustad          |              | 260 !  | maaiveld                     | 31 mei 1898    | 59° 56′ 44″ NB, 10° 42′ 35″ OL |          |
| Steinerud        |              | 270 !  | maaiveld                     | 31 mei 1898    | 59° 56′ 21″ NB, 10° 42′ 16″ OL |          |
| Frøen            |              | 280 !  | maaiveld                     | 31 mei 1898    | 59° 56′ 3″ NB, 10° 42′ 33″ OL  |          |
| Majorstuen       |              | 1000 ! | maaiveld                     | 31 mei 1898    | 59° 55′ 48″ NB, 10° 42′ 54″ OL |          |
| Nationaltheatret |              | 1010 ! | ondiep gelegen zuilenstation | 28 juni 1928   | 59° 54′ 54″ NB, 10° 43′ 59″ OL |          |
| Stortinget       |              | 1020 ! | enkelgewelfdstation          | 9 januari 1977 | 59° 54′ 47″ NB, 10° 44′ 29″ OL |          |
| Jernbanetorget   |              | 1030 ! | ondiep gelegen zuilenstation | 22 mei 1966    | 59° 54′ 44″ NB, 10° 45′ 4″ OL  |          |
| Grønland         |              | 1040 ! | ondiep gelegen zuilenstation | 22 mei 1966    | 59° 54′ 46″ NB, 10° 45′ 34″ OL |          |
| Tøyen            |              | 1050 ! | kuip                         | 22 mei 1966    | 59° 54′ 55″ NB, 10° 46′ 29″ OL |          |
| Ensjø            |              | 1080 ! | maaiveld                     | 22 mei 1966    | 59° 54′ 48″ NB, 10° 47′ 13″ OL |          |
| Helsfyr          |              | 1090 ! | ondiep gelegen zuilenstation | 22 mei 1966    | 59° 54′ 41″ NB, 10° 48′ 13″ OL |          |
| Brynseng         |              | 1100 ! | maaiveld                     | 22 mei 1966    | 59° 54′ 33″ NB, 10° 48′ 43″ OL |          |
| Høyenhall        |              | 1110 ! | maaiveld                     | 28 april 1957  | 59° 54′ 21″ NB, 10° 49′ 11″ OL |          |
| Manglerud        |              | 1120 ! | maaiveld                     | 28 april 1957  | 59° 53′ 53″ NB, 10° 48′ 45″ OL |          |
| Ryen             |              | 1130 ! | maaiveld                     | 28 april 1957  | 59° 53′ 45″ NB, 10° 48′ 20″ OL |          |
| Brattlikollen    |              | 1140 ! | maaiveld                     | 28 april 1957  | 59° 53′ 17″ NB, 10° 48′ 4″ OL  |          |
| Karlsrud         |              | 1150 ! | maaiveld                     | 28 april 1957  | 59° 52′ 50″ NB, 10° 48′ 19″ OL |          |
| Lambertseter     |              | 1160 ! | maaiveld                     | 28 april 1957  | 59° 52′ 24″ NB, 10° 48′ 38″ OL |          |
| Munkelia         |              | 1170 ! | maaiveld                     | 28 april 1957  | 59° 52′ 8″ NB, 10° 48′ 45″ OL  |          |
| Bergkrystallen   |              | 1180 ! | maaiveld                     | 28 april 1957  | 59° 52′ 2″ NB, 10° 49′ 16″ OL  |          |

- De sorteerwaarde van de foto is de ligging langs de lijn